# Bunny Rogers
Bunny Rogers (* 1990 in Houston, Texas) ist eine US-amerikanische Künstlerin.

## Leben und Werk
Rogers wurde 1990 in Houston im US-Bundesstaat Texas geboren. Sie wuchs in New Jersey, Texas und auf Long Island im Bundesstaat New York auf. Nach ihrem Studienabschluss an der Parsons School of Design in New York City im Jahr 2012 erwarb sie im Jahr 2017 einen Master of Fine Arts an der Königlichen Kunstakademie in Stockholm. Im Wintersemester 2018/2019 lehrte sie als Gastprofessorin an der Städelschule in Frankfurt am Main.
Zu ihren Arbeiten gehören Skulpturen, Installationen, Bilder, Videos, Publikationen und 3D-Modellierungen. Außerdem gibt sie Performance-Darbietungen und Poesie-Lesungen. In ihren Werken befasst sie sich vor allem mit Themen wie Ängsten, Traumata, Tod, Trauer und Erinnerungen. Rogers geht offen damit um, dass sie seit ihrer frühen Jugend an Depressionen leidet, und verarbeitet ihre Erfahrungen mit der Krankheit in ihrer Kunst. Inspiration findet sie auch in Figuren aus Videospielen und Fernsehserien.
Für ihre erste Installation Sister Unn’s (2011–2012, in Kollaboration mit Filip Olszewski) mietete Rogers sechs Monate lang einen leerstehenden Blumenladen in Forest Hills, in dem sie schwarz bemalte Rosen aufstellte, denen Passanten durch das Schaufenster und Internetnutzer über eine zusätzlich eingerichtete Website beim Verwelken zusehen konnten. Mit Petrified Stump (2014) lieferte sie einen Beitrag zu dem 2015 erschienenen Buch The Age of Earthquakes: A Guide to the Extreme Present von Shumon Basar, Douglas Coupland und Hans Ulrich Obrist. In ihrem Werk Study for Joan Portrait (2016), bestehend aus fünf digitalen Fotografien, porträtiert sie sich selbst als „Joan of Arc“, einen Charakter aus der MTV-Cartoonserie Clone High (2002–2003), bei dem es sich um einen als Teenager reinkarnierten Klon von Jeanne d’Arc handelt. Die Arbeit wurde 2018 in der Fondation Louis Vuitton in Paris ausgestellt.
Zu ihren bekanntesten Arbeiten gehören die Installationen Columbine Library (2014) und Columbine Cafeteria (2016), die zusammen mit ihrer ersten Einzelausstellung Brig Und Ladder (Whitney Museum of American Art, 2017) eine Trilogie bilden, die das Schulmassaker von Littleton (1999) thematisiert. Für das dreiteilige Werk rekonstruierte sie die Bibliothek, die Schulcafeteria und das Auditorium der Columbine High School. Zu den ausgestellten Werken der Trilogie gehören unter anderem drei Drehstühle mit Einschusslöchern im Polster, aus denen Schaumstoff herausragt, sowie die Skulptur Clone State Bookcase (2014), die das Kernstück von Columbine Library bildet. Sie besteht aus einem Bücherregal, schwarzen Bändern und mehreren Plüschpuppen, die Karikaturen des verstorbenen Musikers Elliott Smith darstellen sollen. Die Skulptur wurde durch die umstrittene Fangemeinde „Columbiners“ inspiriert, die sich im Internet um die beiden Täter des Amoklaufs gebildet hat. Rogers geht der Obsession dieser Online-Community nach, indem sie in Clone State Bookcase scheinbar Unschuldiges mit Finsterem zusammenbringt.
Im Jahr 2017 wurde das Werk Mandy’s Piano Solo in Columbine Cafeteria, welches Teil der Columbine-Trilogie ist, im Hamburger Bahnhof in Berlin gezeigt. Die Installation besteht aus einem Video, in dem eine animierte weibliche Figur an einem Klavier sitzt, sowie einem echten Piano, das vor der Leinwandprojektion steht. Der Charakter in dem Video ist einer Cartoon-Figur aus Clone High nachempfunden, die von Mandy Moore synchronisiert worden war.
Der Titel ihrer Ausstellung Pectus excavatum (Museum für Moderne Kunst, 2019) ist durch Rogers’ leicht ausgeprägte Trichterbrust (lat. pectus excavatum) inspiriert. Zu den Werken der Ausstellung gehörten die Silikonskulptur eines circa neun Meter langen Riesenkalmars mit zehn Greifarmen, zwei Mandalas mit Motiven von kreisförmig angeordneten Hasen und ein maschinell gekühlter, farbig beleuchteter Eisberg mit dem Titel „Mount Olympia“, den die Besucher berühren durften.
Ihre bislang größte Ausstellung mit dem Titel Kind Kingdom eröffnete im Januar 2020 im Kunsthaus Bregenz. In ihren über vier Stockwerke verteilten Ausstellungsstücken setzt Rogers sich mit den Phasen auseinander, die Menschen nach dem Tod eines Angehörigen durchlaufen.
Rogers lebt in New York City.

## Rezeption
Rogers wird in den Medien als „Shooting Star“ und „Enfant terrible“ der Kunstwelt bezeichnet. Kritiker verglichen sie mit Anne Imhof, Ian Cheng und Ryan Trecartin.
The Village Voice urteilte über Rogers’ Columbine-Trilogie: “[…] Rogers is masterful at mood-setting, and one can still […]  feel her objects’ palpable ache, even without knowing the stories behind them.” („[…] Rogers ist eine Meisterin im Erschaffen von Stimmungen, man kann […] noch immer den spürbaren Schmerz ihrer Objekte fühlen, auch ohne die Geschichten hinter ihnen zu kennen.“)
Erhard Metz schrieb über sie: „Zweifellos autobiografisch ist Bunny Rogers Kunst – eine andere scheint sie sich kaum vorstellen zu können. Ihre künstlerische Wahrheit ist eine sehr persönliche, vielleicht auch eine eskapistische. Doch die von Authentizität geprägte Kraft dieser Kunst vermittelt sich auf geradezu suggestive Weise dem sich ihr öffnenden Betrachter.“
Annett Göthe meint zu Rogers’ Werk: „Aufgewachsen mit zahlreichen Avataren in Online-Communities schafft die mittlerweile international ausstellende Künstlerin Arbeiten, die unser Verständnis von Isolation und Zugehörigkeit erforschen und immer wieder das Thema der gemeinschaftlichen Erinnerung und Gefühle fokussieren.“
Für die Zeitschrift Interview schrieb Zoma Crum-Tefsa über Rogers: “[She has the] ability to pull apart the symbolism of death, and in turn, make it less shocking. Like the mythological sea creatures that populate Roger’s [sic] imagination, gruesomeness is often so shrouded in sensationalism that it loses its outline. Yet in her work, the macabre takes on a type of optimistic monumentality.” („[Sie hat die] Fähigkeit, die Symbolik des Todes auseinanderzuziehen und sie im Gegenzug weniger schockierend zu machen. Wie die mythologischen Meeresbewohner, die Rogers’ Fantasie bevölkern, ist die Grausamkeit oft so von Sensationsmache eingehüllt, dass sie ihre Konturen verliert. Doch in ihrem Werk nimmt das Makabre eine Art optimistische Monumentalität an.“)
Im Begleitheft zur Ausstellung Pectus excavatum heißt es zu Rogers’ Kunst: „Das Reale konstituiert sich in der permanenten Überschneidung mit dem Symbolischen und dem Imaginären.“

## Kunstwerke (Auswahl)
- 2014: Poetry Reading with clone of Jeanne d’Arc (Joan of Arc) in Columbine Library (Video)
- 2014: Poetry Reading with Gazlene Membrane in Columbine Cafeteria (Video)
- 2014: Clone State Bookcase (Skulptur)
- 2014: Petrified Stump (Skulptur)
- 2016: Mandy’s Piano Solo in Columbine Cafeteria (Video)
- 2016: Study for Joan Portrait (digitale Fotografien)
- 2017: Being There
- 2019: Ouroboros Fence (Skulptur)
- 2019: Creepy Crawlers/Giant Squid (Skulptur)
- 2019: Mount Olympia (Skulptur)
- 2019: Three Hares Mandala (Red Hell/Blue Hell)
- 2019: Flames of Hell fan (Red, Blue)
- 2019: Selbstporträt als Klon von Jeanne d’Arc

## Ausstellungen (Auswahl)
Rogers’ Werke wurden unter anderem an folgenden Orten ausgestellt:
- 2014: Columbine Library in der Société Berlin
- 2016: Columbine Cafeteria in der Greenspoon Gallery in New York und in der Société Berlin
- 2017: Brig Und Ladder im Whitney Museum of American Art
- 2017: A funeral to myself im Louisiana Museum of Modern Art[4]
- 2018: In Tune with the World, Gruppenausstellung in der Fondation Louis Vuitton
- 2019: Pectus excavatum im Museum für Moderne Kunst
- 2020: Kind Kingdom im Kunsthaus Bregenz